# 효봉 (후백제)
효봉(孝奉, ?~?)는 후백제의  장군이다.

## 생애
936년 9월 고려와 신검(神劍)이 대치하고 있을 때, 좌장군이었던 그는 덕술(德述), 애술(哀述) 명길(明吉) 등의 장군들과 함께 고려 태조에게 항복하며 신검의 위치를 알려주는 등 고려에 협조했다.